# Guillermo Ochoa
Francisco Guillermo Ochoa Magaña (phát âm tiếng Tây Ban Nha: [ɡiˈʝeɾmo oˈtʃo.a]; sinh ngày 13 tháng 7 năm 1985), thường được gọi là Memo, là một cầu thủ bóng đá chuyên nghiệp người México đang thi đấu ở vị trí thủ môn cho câu lạc bộ AVS tại giải Primeira Liga và là đội trưởng đội tuyển bóng đá quốc gia México.
Ochoa bắt đầu sự nghiệp tại câu lạc bộ Mexico Club América từ năm 2004. Anh có hơn 200 trận đấu cho América trước khi đến Pháp thi đấu cho Ajaccio. Anh có ba mùa bóng tại Ajaccio cho đến khi đội bóng xuống hạng vào năm 2014. Năm 2014, Ochoa gia nhập Málaga nhưng không thành công trong đội. Vào tháng 7 năm 2016, anh gia nhập Granada theo dạng cho mượn kéo dài một mùa giải. Vào tháng 7 năm 2017, anh gia nhập Standard Liège. Anh trở lại Club América vào tháng 8 năm 2019.
Là tuyển thủ Mexico từ năm 2005, Ochoa có trận ra mắt đầu tiên ở tuổi 20 trong một trận giao hữu với Hungary. Từng được đưa vào đội hình tham dự FIFA World Cup 2006, 2010, 2014, 2018 và 2022, Ochoa đã được quốc tế công nhận nhờ tính nhất quán và màn trình diễn ấn tượng trong giải đấu qua nhiều lần lặp lại. Anh ấy cũng đã xuất hiện tại Cúp Liên đoàn các châu lục 2013 và 2017, Thế vận hội Mùa hè 2004 và Thế vận hội Mùa hè 2020, Copa América 2007, Copa América Centenario, Cúp vàng CONCACAF 2007, 2009, 2015 và 2019, và ban đầu là Cúp vàng CONCACAF 2011 trước khi bị đình chỉ thi đấu do cáo buộc sử dụng doping sai. Anh là thủ môn khoác áo đội tuyển quốc gia nhiều nhất trong lịch sử, và hiện đứng thứ sáu trong danh sách mọi thời đại với 134 lần ra sân.

## Sự nghiệp câu lạc bộ

### América

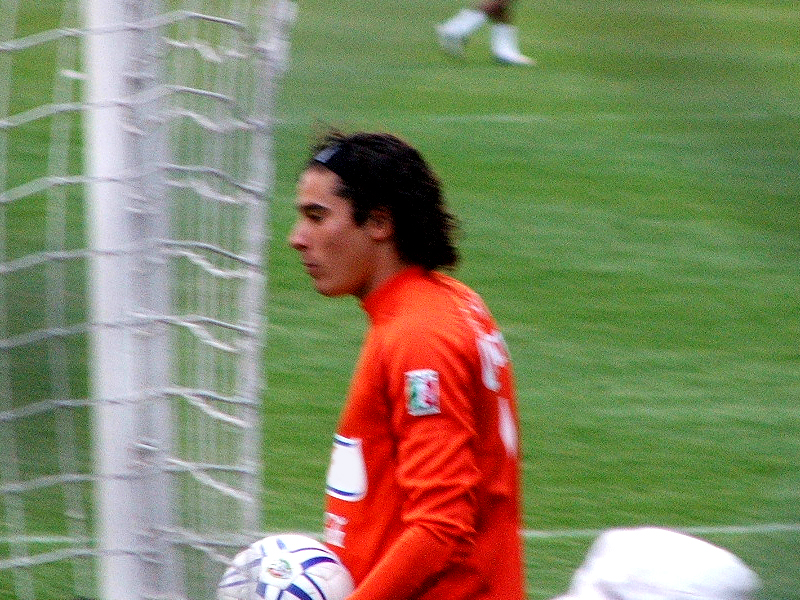
Ochoa với América năm 2006

Guillermo Ochoa ra mắt cho América trong giải đấu Clausura 2004 trước Monterrey, khi đó mới 18 tuổi khi được huấn luyện viên trưởng Leo Beenhakker triệu tập. Ochoa nhanh chóng thể hiện kỹ năng và tài năng ghi bàn của mình, và thủ môn trẻ được đưa vào tầm ngắm để thay thế lão tướng Adolfo Ríos bị chấn thương. Sau đó, anh ấy sẽ chia sẻ công việc bắt đầu với Ríos sau khi anh ấy bình phục chấn thương nói trên. Khi kết thúc mùa giải đầu tiên của mình, anh ấy đã giành được giải thưởng Tân binh của Giải đấu.
Khi giải đấu Apertura 2004 bắt đầu, Ochoa được cho là người thừa kế rõ ràng của Ríos, người đã giải nghệ. Tuy nhiên, huấn luyện viên trưởng mới Oscar Ruggeri đã mang theo những thủ môn mới, trong số đó có Sebastián Saja người Argentina. Ruggeri ở lại câu lạc bộ đã bị hủy hoại bởi những tranh cãi và quyết định không phổ biến. Anh ấy bị sa thải chỉ sau sáu trận đấu của mùa giải và Ochoa nhanh chóng được huấn luyện viên mới Mario Carrillo phục hồi. Sau đó, anh ấy bắt đầu mọi trận đấu cho Club América trừ những sự cố liên quan đến chấn thương hoặc nghĩa vụ của đội tuyển quốc gia. Dưới sự dẫn dắt của Carrillo, Ochoa đã giành chức vô địch đầu tiên với América sau mùa giải Clausura 2005. Anh ấy cũng đã giành được giải thưởng2005 Campeón de Campeones và Cúp vô địch CONCACAF 2006 với América.
Anh ấy đã liên tiếp giành được giải thưởng Găng tay vàng cho mùa giải 2006–07.
Vào tháng 10 năm 2007, Ochoa có tên trong danh sách các ứng cử viên cho Quả bóng vàng của France Football, là một trong ba cầu thủ duy nhất có tên không thi đấu ở châu Âu.
Ochoa sẽ bắt đầu năm 2008 với phong độ ấn tượng, giúp América vô địch giải đấu InterLiga với những màn trình diễn xuất sắc, đáng chú ý nhất là trong trận đấu vòng bảng với Monarcas Morelia, nơi anh cản phá được một quả phạt đền muộn và giúp América dẫn trước 1–0.
Vào mùa đông năm 2010, có nhiều suy đoán từ nhiều nguồn khác nhau ở Anh về việc Ochoa sẽ chuyển đến đâu trong mùa giải 2011–12. Tờ báo tiếng Anh Metro đưa tin Manchester United rất muốn ký hợp đồng với Ochoa.
Mùa giải cuối cùng của Ochoa với América là Clausura 2011, kết thúc với thất bại ở tứ kết trước Monarcas Morelia.

### Ajaccio

#### Mùa bóng 2011–12

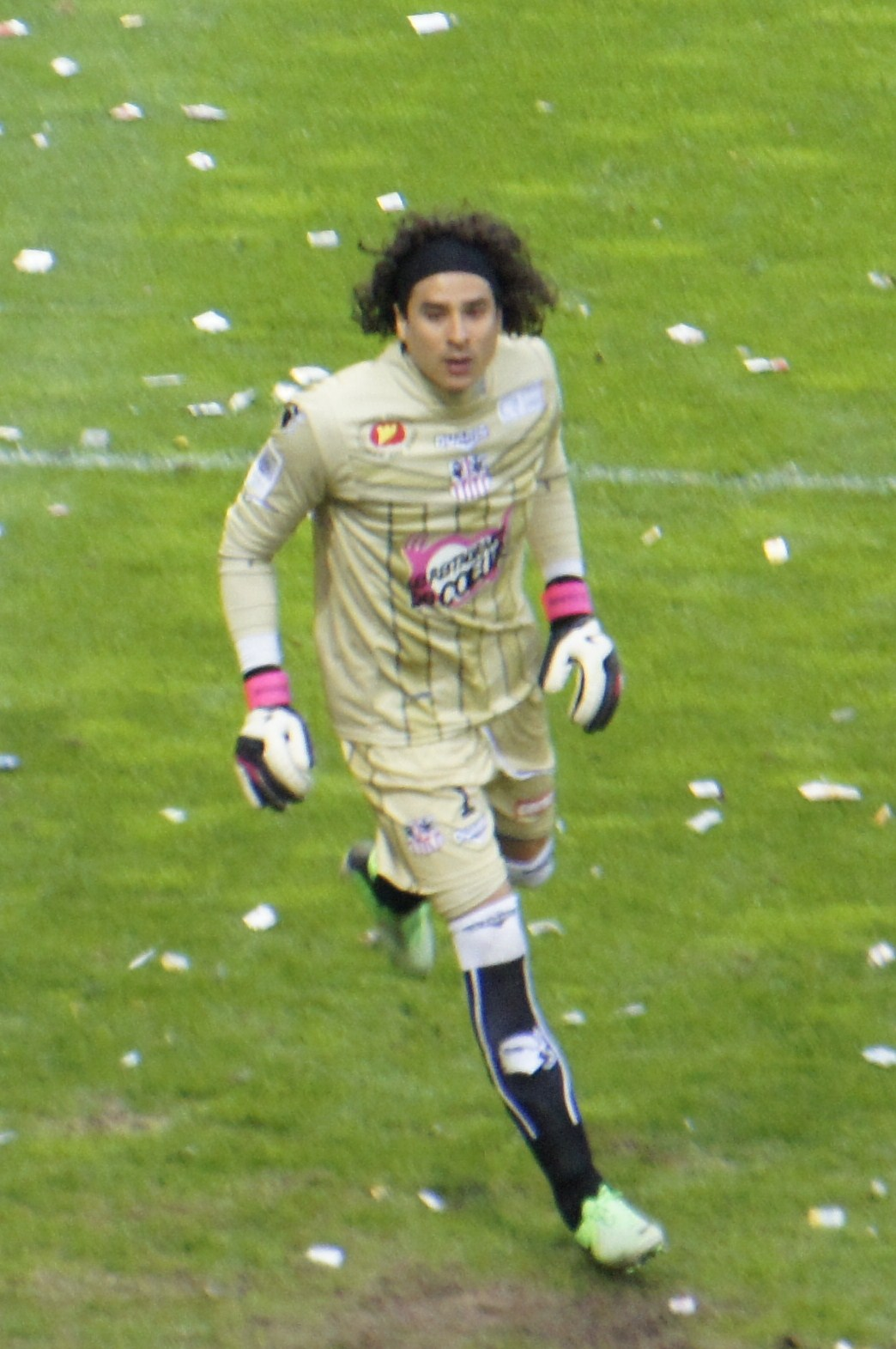
Ochoa với Ajaccio năm 2011

Vào ngày 4 tháng 7 năm 2011, Ochoa đã ký hợp đồng ba năm, với tùy chọn thêm một năm, với câu lạc bộ Pháp Ajaccio, đội bóng vừa mới thăng hạng lên Ligue 1. Anh ấy đã chơi trong hai trận giao hữu đầu tiên với Ajaccio trước Bordeaux và Real Sociedad, thua lần lượt 1–2 và 0–4.
Ochoa ra mắt câu lạc bộ chính thức vào ngày 5 tháng 8 năm 2011 trước Toulouse, thua 0–2. Vào ngày 18 và 21 tháng 12, Ajaccio thắng hai trận liên tiếp, trong đó Ochoa giữ sạch lưới hai trận liên tiếp, đây là trận giữ sạch lưới thứ ba của anh trong cả mùa giải. Ochoa cũng góp công trong chiến thắng 3–0 trước Étoile Fréjus Saint-Raphaël tại Coupe de France. Vào ngày 14 tháng 1 năm 2012, anh giúp Ajaccio giành chiến thắng 2–1 trước Auxerre , và vào ngày 21 tháng 1, anh đấu với Valenciennes trong chiến thắng 2–1, đưa Ajaccio thoát khỏi khu vực xuống hạng kể từ đầu mùa giải. Ajaccio thắng trận thứ sáu với Ochoa trong chiến thắng 2–1 trên sân nhà trước Dijon. Trận đấu cuối cùng của mùa giải, Ajaccio cần một chiến thắng trước Toulouse để thoát khỏi khu vực xuống hạng. Ochoa đá chính và chơi 90 phút trước Toulouse và giúp Ajaccio giành chiến thắng 2–0 để ở lại Ligue 1. Ochoa kết thúc mùa giải đầu tiên với 8 lần giữ sạch lưới, 43 pha cứu thua và 151 lần cản phá. Thật không may, anh cũng đã kết thúc mùa giải Ligue 1 với 59 bàn thua, khiến anh — cùng với thủ môn Caen, Alexis Thébaux — trở thành thủ môn thủng lưới nhiều bàn nhất trong mùa giải. Bất chấp điều đó, người hâm mộ đã bình chọn anh ấy là Cầu thủ của mùa giải.

#### Mùa bóng 2012–13
Vào ngày 1 tháng 7, chủ tịch câu lạc bộ Ajaccio Alain Orsoni thông báo Ochoa sẽ ở lại mùa giải 2012–13 trong bối cảnh có tin đồn về sự quan tâm từ các câu lạc bộ như Fenerbahçe và Sevilla, nhưng cả câu lạc bộ và huấn luyện viên của Ochoa đều không thể đạt được thỏa thuận chắc chắn.
Vào ngày 11 tháng 8, Ochoa đá chính và đấu với Nice trong chiến thắng 1–0 trên sân khách trong trận đầu tiên và giành chiến thắng trong mùa giải. Vào ngày 19 tháng 8, Ochoa thi đấu trong trận hòa 0–0 của Ajaccio trên sân nhà trước Paris Saint-Germain, trận đấu mà anh đóng vai trò quan trọng khi giữ sạch lưới. Trong trận đấu thứ ba của mùa giải, Ochoa đã chơi 60 phút trước Valenciennes, trong đó anh phải bị thay ra do va chạm với một đồng đội. Ajaccio thua trận 0–3. Ochoa kết thúc mùa giải với 12 trận giữ sạch lưới. Anh lại được người hâm mộ bình chọn là Cầu thủ xuất sắc nhất mùa giải.

#### Mùa bóng 2013–14
Ochoa đá chính trong trận đấu đầu tiên của Ajaccio trong mùa giải vào ngày 11 tháng 8 năm 2013 trước Saint-Étienne. Ajaccio thua 0–1. Vào ngày 18 tháng 8, Ochoa đã chơi trọn vẹn 90 phút trước Paris Saint-Germain tại Parc des Princes, với việc Ajaccio sớm có được lợi thế dẫn trước 1–0, mặc dù bàn thắng của Edinson Cavani ở phút 86 đã khiến Ajaccio có một chiến thắng nổi tiếng. để giải quyết cho một trận hòa 1–1. Màn trình diễn của Ochoa được khen ngợi, với nhiều người lưu ý rằng cầu thủ người Mexico đã cản phá 12 trong tổng số 39 cú sút của PSG.
Vào ngày 18 tháng 1 năm 2014, Ochoa chơi trận thứ 100 ở châu Âu trong trận thua 0–2 của Ajaccio trước Nice. Sau thất bại 1–2 trước Bastia vào ngày 20 tháng 4, Ajaccio chính thức xuống hạng ở Ligue 2 sau ba năm thi đấu ở giải đấu hàng đầu. Ochoa chơi trận cuối cùng với câu lạc bộ vào ngày 17 tháng 5 trong thất bại 1–3 trước Saint-Étienne. Sau khi chính thức thông báo về sự ra đi của anh ấy, câu lạc bộ đã chia tay Ochoa trong một bức thư ngỏ trên mạng xã hội.

### Málaga

#### Mùa giải 2014–15
Ochoa ký hợp đồng ba năm với câu lạc bộ La Liga Málaga vào ngày 1 tháng 8 năm 2014. Mặc dù đã tham gia cùng câu lạc bộ trong giai đoạn trước mùa giải, Ochoa đã không ra sân ở giải đấu nào, với Carlos Kameni là thủ môn được lựa chọn số một của huấn luyện viên Javi Gracia. Vào ngày 3 tháng 12, Ochoa chơi trận đầu tiên cho Málaga, trong trận hòa 1–1 tại Copa del Rey trước Deportivo de La Coruña. Trong trận đấu tiếp theo với cùng một đội, ba ngày sau, anh ấy lại trở lại băng ghế dự bị.
Đến đầu tháng 11, giới truyền thông đồn đoán liên kết Ochoa với khả năng chuyển đến Liverpool vào tháng 1 trong một hợp đồng trị giá 4 triệu bảng. Bất chấp những tin đồn tiếp tục lan rộng và huấn luyện viên México Miguel Herrera bày tỏ sự không hài lòng với thủ môn được lựa chọn đầu tiên của ông ấy có thời gian thi đấu hạn chế, không có động thái nào được thực hiện vào cuối kỳ chuyển nhượng tháng Giêng, Málaga bày tỏ rằng họ rất vui khi giữ lại Ochoa, nói thêm người chơi đã từng là "dân chuyên nghiệp".
Ochoa được xếp hạng thứ bảy trong danh sách thủ môn xuất sắc nhất thế giới của Liên đoàn Lịch sử & Thống kê Bóng đá Quốc tế năm 2014.

#### Mùa giải 2015–16
Vào ngày 5 tháng 3 năm 2016, Ochoa có trận ra mắt tại La Liga trong trận hòa 3–3 của Málaga với Deportivo La Coruña, thay cho Carlos Kameni do chấn thương ở phút thứ 36. Đó là trận đấu đầu tiên của Ochoa sau hơn một năm.

#### Cho mượn tới Granada
Vào ngày 22 tháng 7 năm 2016, Granada thông báo họ đã mua Ochoa theo dạng cho mượn kéo dài một mùa giải. Anh ra mắt giải đấu vào ngày 20 tháng 8 trong trận hòa 1–1 trước Villarreal. Vào tháng 4 năm 2017, có thông tin cho rằng Ochoa sẽ trở thành cầu thủ tự do vào cuối mùa giải 2016–17 do hết hạn hợp đồng với Málaga.
Vào ngày 13 tháng 5, Ochoa đã phá kỷ lục về số bàn thua nhiều nhất trong một mùa giải La Liga khi anh để thủng lưới bàn thứ 79 và 80 trong trận thua Osasuna. Kỷ lục do thủ môn Ignacio Aizpurúa của Salamanca thiết lập vào năm 1995–96, trước đó là 78 bàn thắng trong một chiến dịch. Tuy nhiên, Ochoa cũng là thủ môn có nhiều pha cứu thua nhất trong 5 giải đấu hàng đầu châu Âu với 162. Cuối cùng, anh để thủng lưới 82 bàn khi Granada xuống hạng Segunda División, chỉ thắng 4 trận trong mùa giải.
Ochoa đã chơi mọi phút trong mùa giải của Granada và được người hâm mộ câu lạc bộ bầu chọn là Cầu thủ xuất sắc nhất mùa giải.

### Standard Liège

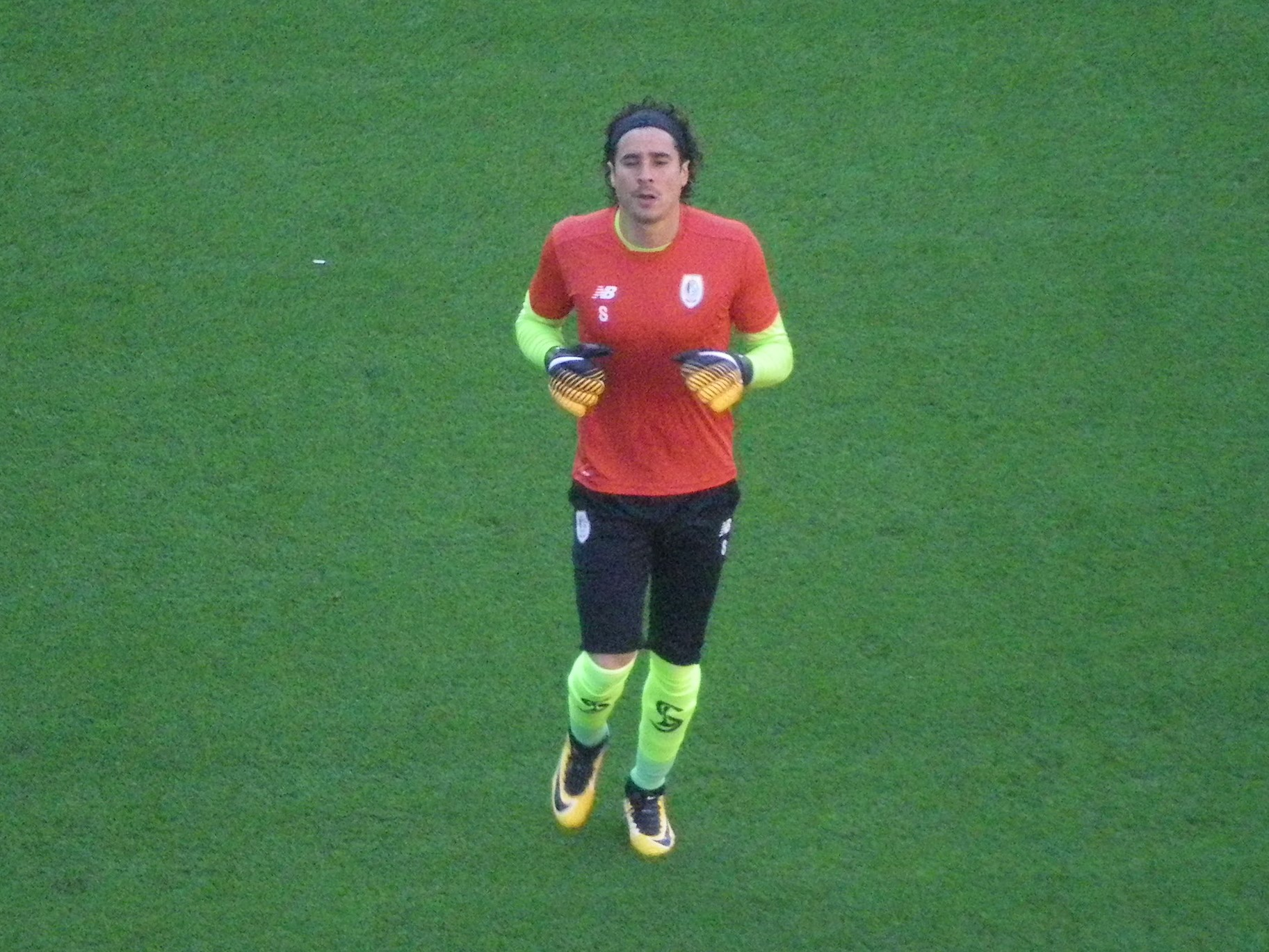
Ochoa với Standard Liège năm 2017

Vào ngày 9 tháng 7 năm 2017, có thông báo rằng câu lạc bộ Bỉ Standard Liège đã ký hợp đồng với Ochoa từ Malága theo hợp đồng hai năm. Anh ra mắt giải đấu vào ngày 30 của tháng trong trận hòa 1–1 trước KV Mechelen. Anh ấy trở thành sự lựa chọn đầu tiên của câu lạc bộ cho vị trí thủ môn và trong mùa giải đầu tiên anh ấy đã chơi 38 trong số 40 trận của giải đấu bao gồm cả vòng playoffs.
Mùa giải tiếp theo, Ochoa ra sân trong mọi trận đấu với Standard, bao gồm 8 trận ở Europa League, và anh được vinh danh là Cầu thủ xuất sắc nhất mùa giải của câu lạc bộ. Vào tháng 5 năm 2019, Ochoa gợi ý rằng anh ấy sẽ rời Standard Liège.

### Trở lại América
Vào ngày 5 tháng 8 năm 2019, Ochoa trở lại Club América theo bản hợp đồng có thời hạn 3 năm rưỡi. Mặc dù chi tiết của vụ chuyển nhượng không được tiết lộ, nhưng có thông tin cho rằng Ochoa sẽ là cầu thủ Mexico được trả lương cao nhất tại Liga MX, kiếm được 4,4 triệu đô la Mỹ hàng năm. Anh ấy chọn chiếc áo số 6, vì các số 1, 8 và 13 – những con số anh ấy đã mặc trước đó trong suốt sự nghiệp của mình – đã được đăng ký. Vào ngày 24 tháng 8, anh chơi trận đầu tiên cho América kể từ năm 2011 gặp Tigres UANL, trận đấu kết thúc với tỷ số hòa 1–1. Đội tiếp tục lọt vào trận chung kết giải vô địch Apertura và đối đầu với Monterrey, với việc Ochoa chơi bằng cả hai chân và cản phá được quả phạt đền của Stefan Medina trong loạt luân lưu sau đó, mặc dù điều đó là không đủ để ngăn Monterrey giành chiến thắng 4–2 trên chấm phạt đền, sau khi hòa 3–3 chung cuộc.
Trước khi bắt đầu mùa giải 2020–21, Ochoa đã đổi số áo của mình. Vào ngày 29 tháng 8 năm 2020, anh đeo băng đội trưởng lần đầu tiên kể từ khi trở lại Club América trong chiến thắng 2–1 trước Atlético San Luis.
Sau chiến thắng 1–0 trước Querétaro vào ngày 24 tháng 8 năm 2022, Ochoa trở thành thủ môn giữ sạch lưới nhiều nhất trong lịch sử 105 năm của Club América, phá vỡ kỷ lục 110 trước đó do Adrián Chávez nắm giữ.

### Salernitana
Vào ngày 23 tháng 12 năm 2022, Ochoa ký hợp đồng với câu lạc bộ Serie A Salernitana, đồng ý ký hợp đồng đến ngày 30 tháng 6 năm 2023 với tùy chọn gia hạn thêm một năm.

## Sự nghiệp đội tuyển quốc gia

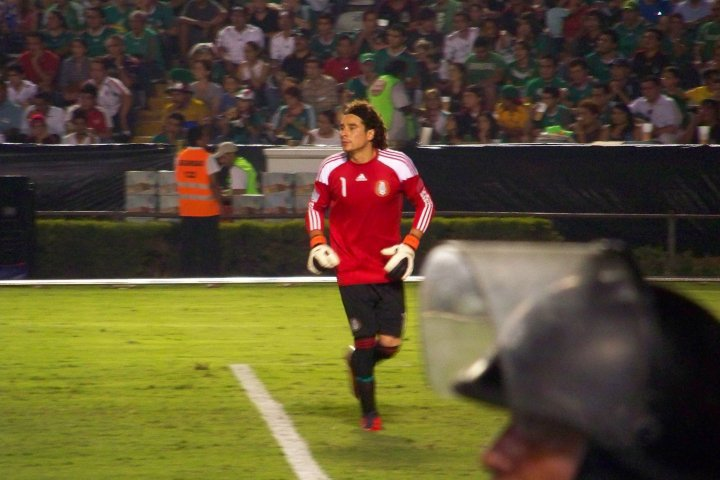
Ochoa thi đấu cho Mexico năm 2010.

Năm 2006, ở tuổi 20, Ochoa được huấn luyện viên Ricardo Lavolpe gọi vào đội tuyển Mexico tham dự World Cup 2006 ở vị trí thủ môn thứ ba. Năm 2007, Ochoa tham dự Cúp Vàng CONCACAF 2007 và Copa América 2007. Ngày 28 tháng 3 năm 2009, anh có trận đấu đầu tiên tại vòng loại World Cup 2010 với Costa Rica. Tại World Cup 2010, anh là thủ môn dự bị số hai cho thủ môn kỳ cựu Oscar Pérez.
Trong quá trình thi đấu tại Cúp Vàng CONCACAF 2011, Ochoa cùng với bốn cầu thủ trong đội tuyển Mexico bị dương tính với dược chất Clenbuterol và bị trục xuất khỏi giải. Sau đó Ochoa cùng các đồng đội được minh oan sau khi cuộc điều tra của Liên đoàn bóng đá Mexico cho thấy chất Clenbuterol dương tính trong mẫu thử là do ngộ độc trong khi ăn thịt. Mặc dù vậy, Tổ chức Chống Doping đã đưa vụ việc này ra Tòa án Thể thao quốc tế (CAS) xin ban hành lệnh cấm thi đấu nhưng vào ngày 12 tháng 10 năm 2011, tổ chức này đã rút lại yêu cầu sau khi nhận được hồ sơ giải trình.

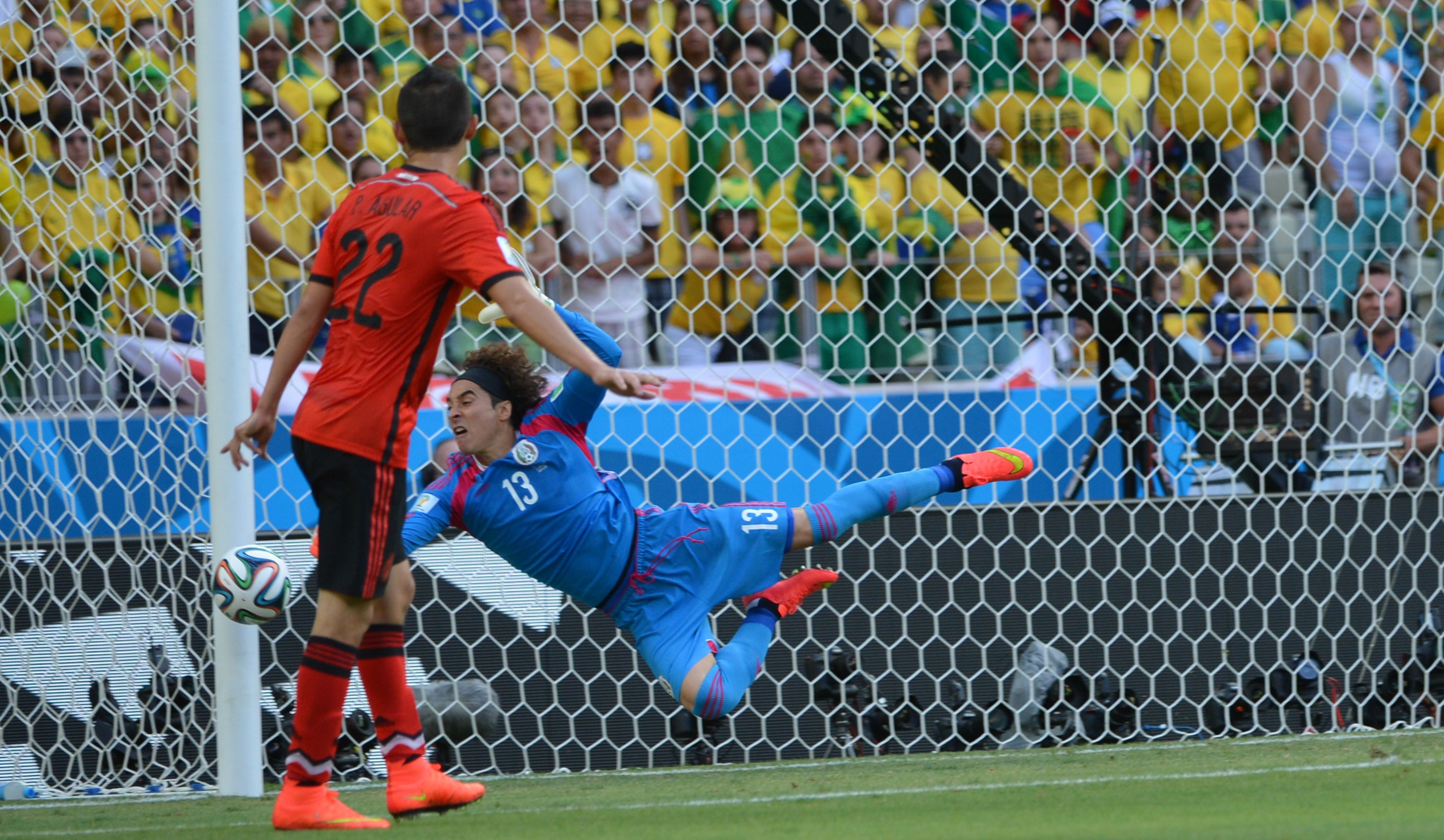
Một pha cứu thua của Ochoa trong trận đấu với Brasil tại World Cup 2014.

Ngày 9 tháng 5 năm 2014 Ochoa được đưa vào danh sách 23 cầu thủ Mexico tham dự World Cup 2014 tại Brasil. Anh có trận bắt chính đầu tiên tại World Cup sau ba lần tham dự giải đấu này trong trận đấu với Cameroon, trận đấu mà Mexico đã giành chiến thắng 1-0. Ngày 17 tháng 6, trong trận đấu vòng bảng thứ hai với Brasil, Ochoa đã có bốn pha cứu thua xuất sắc trong đó có pha cản phá quả đánh đầu uy lực của tiền đạo Neymar, được so sánh với pha cứu thua nổi tiếng của thủ môn Anh Gordon Banks tại World Cup 1970. Kết thúc trận đấu, anh giúp Mexico cầm hòa Brasil 0-0 và giành danh hiệu Cầu thủ xuất sắc nhất trận do FIFA bầu chọn. Màn trình diễn của anh trong trận này đã được ngay cả huấn luyện viên Brasil Luiz Felipe Scolari tán thưởng. Ochoa phát biểu sau trận đấu cho biết: "Đây là trận đấu của cuộc đời tôi, trước sự chứng kiến của người hâm mộ tại một kỳ World Cup, đó là điều không thể tin được." Ngoài ra, sau trận đấu với Brasil, tài khoản Twitter, FootballFunnys còn "chế" hình ảnh bàn tay của Ochoa có tới 6 ngón như để ca ngợi những pha cứu bóng xuất thần của anh.
Đến trận đấu vòng 1/8 với Hà Lan, Ochoa tiếp tục thể hiện phong độ xuất sắc khi cản phá thành công hai pha dứt điểm cận thành của Stefan de Vrij và Arjen Robben để giữ vững tỉ số 1-0 nghiêng về Mexico cho đến những phút cuối trận đấu trước khi Hà Lan có hai bàn thắng lội ngược dòng, trong đó có một bàn từ chấm phạt đền. Mặc dù vậy, anh vẫn vinh dự được FIFA trao danh hiệu Cầu thủ xuất sắc nhất trận lần thứ hai trong giải đấu.

## Cuộc sống cá nhân
Năm 2006, Ochoa bắt đầu hẹn hò với ca sĩ – diễn viên nổi tiếng Dulce Maria nhưng cặp đôi này đã chia tay ngay một năm sau đó. Sau khi chuyển tới Pháp, anh bắt đầu hẹn hò với người mẫu Karla Mora. Họ đã có chung với nhau một cô con gái Lucciana.

## Thống kê sự nghiệp

### Club
Tính đến ngày 7 tháng 4 năm 2023
| Câu lạc bộ          | Mùa giải            | Giải vô địch             | Giải vô địch | Giải vô địch | Cúp  | Cúp | Lục địa | Lục địa | Khác | Khác | Tổng cộng | Tổng cộng |
| Câu lạc bộ          | Mùa giải            | Hạng đấu                 | Trận         | Bàn          | Trận | Bàn | Trận    | Bàn     | Trận | Bàn  | Trận      | Bàn       |
| ------------------- | ------------------- | ------------------------ | ------------ | ------------ | ---- | --- | ------- | ------- | ---- | ---- | --------- | --------- |
| Tigrillos Coapa     | 2003–04             | Primera División A       | 12           | 0            | —    | —   | —       | —       | —    | —    | 12        | 0         |
| América             | 2003–04             | Mexican Primera División | 12           | 0            | —    | —   | 5       | 0       | —    | —    | 17        | 0         |
| América             | 2004–05             | Mexican Primera División | 31           | 0            | —    | —   | 4       | 0       | 3    | 0    | 38        | 0         |
| América             | 2005–06             | Mexican Primera División | 30           | 0            | —    | —   | —       | —       | 2    | 0    | 32        | 0         |
| América             | 2006–07             | Mexican Primera División | 42           | 0            | —    | —   | 17      | 0       | 5    | 0    | 64        | 0         |
| América             | 2007–08             | Mexican Primera División | 26           | 0            | —    | —   | 9       | 0       | 4    | 0    | 39        | 0         |
| América             | 2008–09             | Mexican Primera División | 32           | 0            | —    | —   | —       | —       | 3    | 0    | 35        | 0         |
| América             | 2009–10             | Mexican Primera División | 28           | 0            | —    | —   | —       | —       | 4    | 0    | 32        | 0         |
| América             | 2010–11             | Mexican Primera División | 38           | 0            | —    | —   | 7       | 0       | —    | —    | 45        | 0         |
| América             | Tổng cộng           | Tổng cộng                | 239          | 0            | —    | —   | 42      | 0       | 21   | 0    | 302       | 0         |
| San Luis            | 2004–05             | Primera División A       | 1            | 0            | —    | —   | —       | —       | —    | —    | 1         | 0         |
| Ajaccio             | 2011–12             | Ligue 1                  | 37           | 0            | 2    | 0   | —       | —       | —    | —    | 39        | 0         |
| Ajaccio             | 2012–13             | Ligue 1                  | 38           | 0            | —    | —   | —       | —       | 1    | 0    | 39        | 0         |
| Ajaccio             | 2013–14             | Ligue 1                  | 37           | 0            | 1    | 0   | —       | —       | —    | —    | 38        | 0         |
| Ajaccio             | Tổng cộng           | Tổng cộng                | 112          | 0            | 3    | 0   | —       | —       | 1    | 0    | 116       | 0         |
| Málaga              | 2014–15             | La Liga                  | —            | —            | 6    | 0   | —       | —       | —    | —    | 6         | 0         |
| Málaga              | 2015–16             | La Liga                  | 11           | 0            | 2    | 0   | —       | —       | —    | —    | 13        | 0         |
| Málaga              | Tổng cộng           | Tổng cộng                | 11           | 0            | 8    | 0   | —       | —       | —    | —    | 19        | 0         |
| Granada (mượn)      | 2016–17             | La Liga                  | 38           | 0            | 1    | 0   | —       | —       | —    | —    | 39        | 0         |
| Standard Liège      | 2017–18             | Belgian Pro League       | 38           | 0            | —    | —   | —       | —       | —    | —    | 38        | 0         |
| Standard Liège      | 2018–19             | Belgian Pro League       | 40           | 0            | —    | —   | 8       | 0       | —    | —    | 48        | 0         |
| Standard Liège      | Tổng cộng           | Tổng cộng                | 78           | 0            | —    | —   | 8       | 0       | —    | —    | 86        | 0         |
| América             | 2019–20             | Liga MX                  | 29           | 0            | —    | —   | 2       | 0       | —    | —    | 31        | 0         |
| América             | 2020–21             | Liga MX                  | 32           | 0            | —    | —   | 7       | 0       | —    | —    | 39        | 0         |
| América             | 2021–22             | Liga MX                  | 37           | 0            | —    | —   | —       | —       | —    | —    | 37        | 0         |
| América             | 2022–23             | Liga MX                  | 20           | 0            | —    | —   | —       | —       | —    | —    | 20        | 0         |
| América             | Tổng cộng           | Tổng cộng                | 118          | 0            | —    | —   | 9       | 0       | —    | —    | 127       | 0         |
| Salernitana         | 2022–23             | Serie A                  | 12           | 0            | —    | —   | —       | —       | —    | —    | 12        | 0         |
| Tổng cộng sự nghiệp | Tổng cộng sự nghiệp | Tổng cộng sự nghiệp      | 621          | 0            | 12   | 0   | 59      | 0       | 22   | 0    | 714       | 0         |

1. ↑  Bao gồm Coupe de France và Copa del Rey
2. ↑  Bao gồm Copa Libertadores, Copa Sudamericana, vòng loại Copa Libertadores, FIFA Club World Cup, CONCACAF Champions League, UEFA Europa League và vòng loại UEFA Champions League
3. ↑  Bao gồm InterLiga, Campeón de Campeones và Coupe de la Ligue

### Quốc tế
Tính đến ngày 25 tháng 3 năm 2024
| Đội tuyển quốc gia | Năm       | Trận | Bàn |
| ------------------ | --------- | ---- | --- |
| México             | 2005      | 1    | 0   |
| México             | 2006      | 0    | 0   |
| México             | 2007      | 13   | 0   |
| México             | 2008      | 3    | 0   |
| México             | 2009      | 15   | 0   |
| México             | 2010      | 8    | 0   |
| México             | 2011      | 6    | 0   |
| México             | 2012      | 3    | 0   |
| México             | 2013      | 5    | 0   |
| México             | 2014      | 11   | 0   |
| México             | 2015      | 8    | 0   |
| México             | 2016      | 5    | 0   |
| México             | 2017      | 12   | 0   |
| México             | 2018      | 9    | 0   |
| México             | 2019      | 9    | 0   |
| México             | 2020      | 1    | 0   |
| México             | 2021      | 12   | 0   |
| México             | 2022      | 13   | 0   |
| México             | 2023      | 14   | 0   |
| México             | 2024      | 2    | 0   |
| Tỏng cộng          | Tỏng cộng | 150  | 0   |

1. ↑  Guillermo Ochoa cũng chơi một trận đấu với Guadeloupe vào năm 2009, đội không được FIFA công nhận.

## Danh hiệu
San Luis
- Primera División A: Apertura 2004[91]

América
- Mexican Primera División: Clausura 2005[13]
- Campeón de Campeones: 2005[14]
- CONCACAF Champions Cup: 2006[92][93]
- InterLiga: 2008[19]

Standard Liège
- Belgian Cup: 2017–18[94]

Olympic Mexico
- Huy chương đồng Thế vận hội Mùa hè: 2020[95]

Mexico
- CONCACAF Gold Cup: 2009,[96] 2011,[97] 2015, 2019,[98] 2023[99]

Cá nhân
- Mexico Primera División Tân binh xuất sắc nhất: 2003–04
- Mexico Primera División Găng tay vàng: Apertura 2006, Clausura 2007
- Tecate Premios trục xuất Thủ môn xuất sắc nhất: 2008,[100] 2009[101]
- Tecate Premios trục xuất đội hình xuất sắc nhất: 2008,[100] 2009[101]
- Ajaccio Cầu thủ xuất sắc nhất mùa giải do người hâm mộ hâm mộ: 2011–12, 2012–13
- Ajaccio Cầu thủ xuất sắc nhất tháng: Tháng 8 năm 2013,[102] Tháng 9 năm 2013[103]
- Premios Univision Deportes Giải cứu của năm: 2014[104]
- Granada Cầu thủ xuất sắc nhất mùa giải do người hâm mộ bình chọn: 2016–17
- Standard Liège Cầu thủ xuất sắc nhất tháng: Tháng 11 năm 2017,[105] Tháng 10 năm 2018,[106] Tháng 11 năm 2018,[107] Tháng 2 năm 2019,[108] Tháng 4 năm 2019[109]
- Standard Liège Cầu thủ xuất sắc nhất mùa giải: 2018–19
- Cúp vàng CONCACAF Găng tay vàng: 2019, 2023
- Cúp vàng CONCACAF Đội hình xuất sắc nhất: 2009, 2019, 2023[110]
- Thủ môn nam CONCACAF của năm: 2014 (vị trí thứ 2), 2015 (vị trí thứ 3), 2018 (vị trí thứ 2)
- Liga MX All-Star: 2021[111]
- CONCACAF Champions League Găng tay vàng: 2021
- CONCACAF Champions League Đội của giải đấu: 2021
- Salernitana MVP của mùa giải: 2022–23[112]
- Salernitana Cầu thủ xuất sắc nhất tháng: Tháng 1 năm 2023,[113] Tháng 10 năm 2023[114]